# Гранатовый астрильд
Гранатовый астрильд (лат. Granatina granatinus) — вид птиц из семейства вьюрковые ткачики. Живут в засушливых районах южной части Африки, в том числе в Калахари. Ареал обширен. Обитают в субтропических и тропических кустарниках и саванне. Выделяют два подвида данного вида. Птицы имеют весьма яркий и характерный окрас, особенно самцы.
Филогения Uraeginthus granatinus была описана Antonio Arnaiz-Villena et al..

## Распространение
Обитают на территории Анголы, Ботсваны, Мозамбика, Намибии, ЮАР, Замбии и Зимбабве.
МСОП присвоил виду охранный статус LC.